# شماخ (اسم)
شماخ هو اسم علم مذكر من أصل عربي، ومعناه هو الكثير الأنفة والكبرياء الشديد الاعتزاز بنفسه الرفيع المنزلة.

## وصلات خارجية
- موسوعة السلطان قابوس لأسماء العرب نسخة محفوظة 5 أبريل 2019 على موقع واي باك مشين.